# Günther von Kirchbach

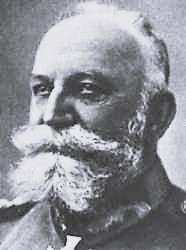
Günther Graf von Kirchbach

Günther Emanuel von Kirchbach, ab 1887 Graf von Kirchbach, (* 9. August 1850 in Erfurt; † 6. November 1925 in Bad Blankenburg) war ein preußischer Generaloberst im Ersten Weltkrieg sowie Oberbefehlshaber der Heeresgruppe „Kiew“.

## Leben
Günther war der jüngere Sohn des preußischen Generals der Infanterie Hugo von Kirchbach (1809–1887), der bei seinem Abschied am 3. Februar 1880 in den nach der Primogenitur erblichen preußischen Grafenstand erhoben wurde, eine Standeserhebung, die mit seinem Tod am 6. Oktober 1887 an Günther als einzigen lebenden Sohn überging, da sein älterer Bruder Hugo schon 1870 gefallen war. Seine Mutter Anna geborene Schwarz starb 1910 in Berlin.
Kirchbach wurde in der Klosterschule in Magdeburg erzogen, legte seine Reifeprüfung am Gymnasium in Posen ab und besuchte anschließend die Kadettenanstalt in Berlin. Am 7. April 1868 trat er als Sekondeleutnant in das Garde-Füsilier-Regiment der Preußischen Armee ein und nahm 1870/71 am Krieg gegen Frankreich teil. Danach setzte er seine Offizierskarriere fort und kommandierte ab Sommer 1896 das Potsdamer 2. Garde-Regiment zu Fuß, wurde Anfang 1897 Oberst und stieg 1899 zum Generalmajor und Kommandeur der 71. Infanterie-Brigade in Danzig auf, die er bis März 1903 führte. Anschließend wurde er zum Generalleutnant befördert und am 18. Mai 1903 zum Kommandeur der 17. Division in Schwerin ernannt. Schließlich wurde Kirchbach am 11. September 1907 zum General der Infanterie befördert. Vom 19. September 1907 bis zum 2. April 1911 war er Kommandierender General des V. Armee-Korps, eine Stellung, die auch sein Vater innegehabt hatte. Im August 1910 wurde er à la suite des nach seinem Vater benannten Infanterie-Regiments „Graf Kirchbach“ (1. Niederschlesisches) Nr. 46 gestellt und am 7. April 1911 zum Präsidenten des Reichsmilitärgerichts ernannt. Zugleich fungierte er als Bevollmächtigter zum Bundesrat des Deutschen Reiches.
Mit Beginn des Ersten Weltkriegs ernannte man Kirchbach zum Kommandierenden General des X. Reserve-Korps, das im Verband der 2. Armee unter Generaloberst Bülow an der Westfront zum Einsatz kam. Dort wurde er am 29. August 1914 in der Schlacht bei St. Quentin verwundet und verbrachte kurze Zeit im Lazarett. Er wurde durch General Johannes von Eben abgelöst und am 7. September 1914 abermals zum Präsidenten des Reichsmilitärgerichts ernannt. Diese Stellung hatte er bis zu seiner Abberufung und Ernennung zum Kommandierenden General des Landwehrkorps am 23. September 1916 inne. Zugleich beauftragte man ihn ab 13. November 1916 mit der Führung der Heeresgruppe Woyrsch. In dieser Stellung verlieh ihm Kaiser Wilhelm II. am 27. Januar 1917 den Schwarzen Adlerorden.
Kirchbach wurde am 22. April 1917 zum Oberbefehlshaber der Armeeabteilung D ernannt und am 27. August 1917 mit dem Orden Pour le Mérite ausgezeichnet. Ab dem 12. Dezember 1917 war er Oberbefehlshaber der 8. Armee; Nachfolger bei der Armeeabteilung D wurde sein Vetter, der sächsische Generaloberst Hans von Kirchbach. Mit Wirkung vom 31. Juli 1918 wurde er beurlaubt, erhielt jedoch ab dem 8. August 1918 als Nachfolger von Generalfeldmarschall Hermann von Eichhorn nach dessen Ermordung eine neue Verwendung als Oberbefehlshaber der Heeresgruppe „Kiew“, die die seit Februar 1918 deutsch besetzte Ukraine kontrollierte – eine Position, die er über das offizielle Kriegsende hinaus bis zum Abzug der deutschen Verbände innehatte. Er wurde am 5. Februar 1919 zur Disposition gestellt und in den Ruhestand verabschiedet.
Kirchbach verfasste zwischen 1873 und 1912 die erste Ausgabe der Familiengeschichte Das Geschlecht derer von Kirchbach (Erstausgabe: Charlottenburg 1912). Die zweite Ausgabe wurde ergänzt durch seinen Sohn, den späteren Oberst i. G. und Chef der Heeresbüchereien Hans Hugo von Kirchbach (1887–1972) (Das Geschlecht Kirchbach 1490–1939. C. A. Starke Verlag, Görlitz 1939).
In Berlin-Tempelhof wurde um 1920 (noch zu Lebzeiten) die Kirchbachstraße nach ihm benannt.

## Familie
Kirchbach heiratete am 16. Juni 1883 auf Gut Sproitz (Landkreis Görlitz) Adda Freiin von Liliencron (1865–1951), eine Enkelin des Generals Karl von Wrangel und Tochter des preußischen Kammerherrn und Rittmeisters Carl Freiherr von Liliencron, Gutsherr auf Sproitz, und dessen Frau Adda geborene Freiin von Wrangel, die nach dem Tod ihres Mannes ab 1901 im Hause von Kirchbachs bei ihrer Tochter lebte.